# Березовський Михайло Михайлович
Михайло Михайлович Березовський (рос. Березовский Михаил Михайлович, нар. 1848 — пом. 1912) — російський орнітолог, археолог, етнограф, учасник 14 експедицій в не досліджені райони Азії.

## Життєпис
Дворянин. Закінчив 2-гу Санкт-Петербурзьку гімназію. Поступив в Технологічний інститут. Але входив в Нечаєвський петербурзький гурток Старіцина. І 21 грудня 1871 заарештований. Був притягнутий по справі Нечаєва і зарахований до III групі його спільників. В березні 1871 р судове переслідування припинено за браком доказів по визначенню громадянського касаційного департаменту Сенату.
Поступив в Санкт-Петербурзький університет і закінчив його як біолог і математик. Був учнем і учасником ряду далекосхідних експедицій Г. Н. Потаніна. Брав участь в його експедиціях по Північно-Західної Монголії (1876—1877), Тибету та Західному Китаю (1884—1886 і 1892—1893). Разом з В. Л. Біанкі обробив колекцію птахів, привезених з першої китайської експедиції, і написав книгу "Птахи гансуйської подорожі Г. Н. Потаніна … " (СПб., 1891) . У цій книзі ним спільно з Біанкі вперше для науки описаний Черногорлий соловей Luscinia obscura (Berezowski et Bianchi, 1891).
Всього в період 1876—1895 років, як зоолог і ботанік, брав участь у 14 експедиціях, споряджених Російським географічним товариством в Центральну Азію. Збирав орнітологічні і теріологічніколекції, займався барометричними і астрономічними спостереженнями. У 1891 році склав опис Санкт-Петербурзького ботанічного саду.
У 1895 році нагороджений премією ім. Н. М. Пржевальського за природно-історичні дослідження в Китаї
В 1902—1908 рр. керував експедиціями в Китай і Центральну Азію як географ і етнограф.
М. М. Березовський склав точну карту стародавніх міст і буддійських пам'ятників в Кучі, в Кумтурі вивчив стародавні печерні храми, зробив безліч їхніх фотографій. У цій експедиції його супроводжував двоюрідний брат — Микола Матвійович Березовський, художник, який займався виготовленням кальок і копій фресок.
Завдяки зусиллям М. М. Березовського створена колекція тохарських рукописів Азіатського музею.
Помер в 1912 році.

## Таксони, названі на його честь
- К. К. Флеров описав по зборах Березовського і назвав на його честь новий вид кабарги — кабаргу Березовського (Moschus berezovskii Flerov, 1929).
- В. Л. Біанкі описав на його честь форму кривавого фазана Ithaginis cruentus berezowskii (Bianchi, 1908).
- Cyanistes flavipectus berezowskii (Pleske, 1893) підвид жовтогрудого князька іноді вважається як підвид білої лазорівки Cyanistes cyanus berezowskii
- Підвид плямистого коника Anthus hodgsoni berezowskii Sarudny, 1909
- Форма фазана Phasianus berezowskyi Rothschild, 1901 в даний час розглядається як молодший синонім фазана Штрауха Phasianus colchicus strauchi (Prjevalsky, 1876)
- Calamaria berezowskii Günther, 1896 розглядається як синонім Calamaria pavimentata.
- Риба Nemachilus berezowskii, Günther [A.] 1896 розглядається як синонім Paracobitis variegatus[sv]
- Голуб'янка Aricia berezowskii Grum-Grshimailo, 1902
- Клоп Cnizocoris berezowskii Bianchi 1899,
- Жужелиця Pterostichus berezowskii[nl] (Tschitscherine, 1898)
- Півонія Paeonia berezowskii Kom.
- Синьо-зелена водорость Anabaena berezowskii Usačev, 1928.

## Праці

### Публікації
- (рос.)Березовский М. М., 1881. Список птиц коллекции, собранной экспедицией Г. Н. Потанина в северо-западной Монголии в 1876—1877 гг . // Очерки Северо-Западной Монголии. — Вып. 1. — С.337—348.
- (рос.)Березовский М. М., Бианки В. Л. Птицы Ганьсуйского путешествия Г. Н. Потанина 1884—1887 Материалы по орнитологии Китая главным образом южной части провинции Гань-су. СПб., Тип. Императорской Академии наук 1891 г. XL + 155 с.
- (рос.)Березовский М. М. Барометрический дневник, веденный в городе Хой-Сянь, в южной части провинции Гань-Су, в Китае, в 1892—1893 годах г-ном Lauwaert, католическим миссионером. — СПб.: тип. Имп. Акад. наук, 1898. // Записки Императорского Русского географического общества. По общей географии ; Т.33. № 3.
- (рос.)Березовский М. М., Находки уйгурских рукописей манихейского содержания. ИАК, Прибавл. к 34-му вып., СПб., 1910.

### Рукописи
- (рос.) Березовский М. М. Пещерные буддийские монастыри. — Архив востоковедов ЛО ИВАН, ф.59, оп.1, д. № 26
- (рос.) Березовский М. М. Орнаменты на фресках. — AB ЛО ИВАН СССР, ф. 59, оп. 1, ед. хр. 23.
- (рос.) Березовский М. М. Дневник путешествия за 1907 г. — AB ЛО ИВАН СССР, ф. 59, оп. 1, ед. хр. 13.
- (рос.) Березовский М. М. Различные материалы по этнографии Китая. — AB ЛО ИВАН СССР, ф. 59, оп. 1, ед. хр. 32.
- (рос.) Экспедиция М. М. Березовского в Кучу в 1905—1907 гг. — AB ЛО ИВАН СССР, ф. 59, оп. 1, ед. хр. 21.